# Pari (Mythologie)

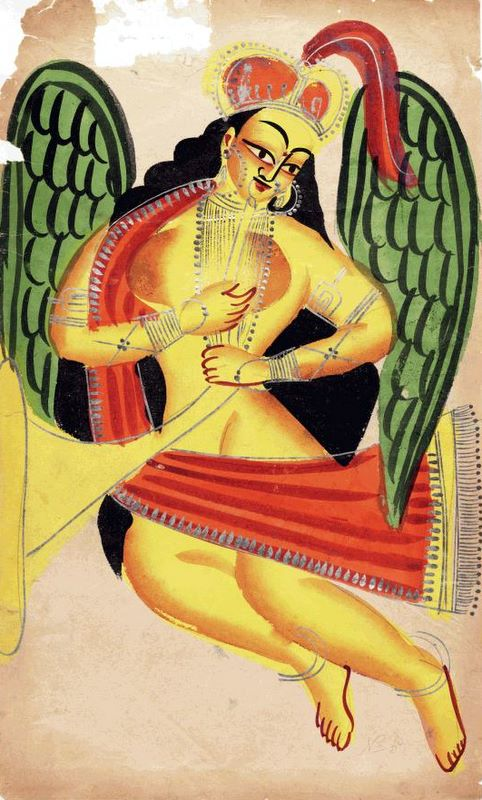
Peri in einem Hindu-Tempel in Kalkutta 1875

Pari, auch Peri (persisch پری, DMG parī, Plural parīyān), ist ein feenähnliches, geflügeltes Fabelwesen der persischen Mythologie. Die Pari stehen für alles Gute und Reine auf der Welt. Wilhelm Vollmer beschreibt sie als überirdische Wesen, genauer vom Himmel verstoßene Engel, die auf der Erde für Ruhe und Ordnung sorgen sollen. Sie seien demnach gottähnliche Wesen in Menschengestalt. Andere Überlieferungen besagen, dass die Pari exquisite, geflügelte geisterartige Wesen sind, die auf einer Stufe zwischen Engel und Mensch stehen. Ihre Gegenspieler sind die sogenannten Diwe (persische Bezeichnung für böse Dämonen). Der Glaube an Pari wurde zusammen mit denen der Diwen später vom Islam übernommen und in diese Religion integriert.
Paria, Parya und Pari sind in Iran traditionell beliebte Mädchenvornamen. Eine weitere Variation des Namens ist Parysatis. Parysatis war eine Königin des persischen Reiches.

## Rezeption

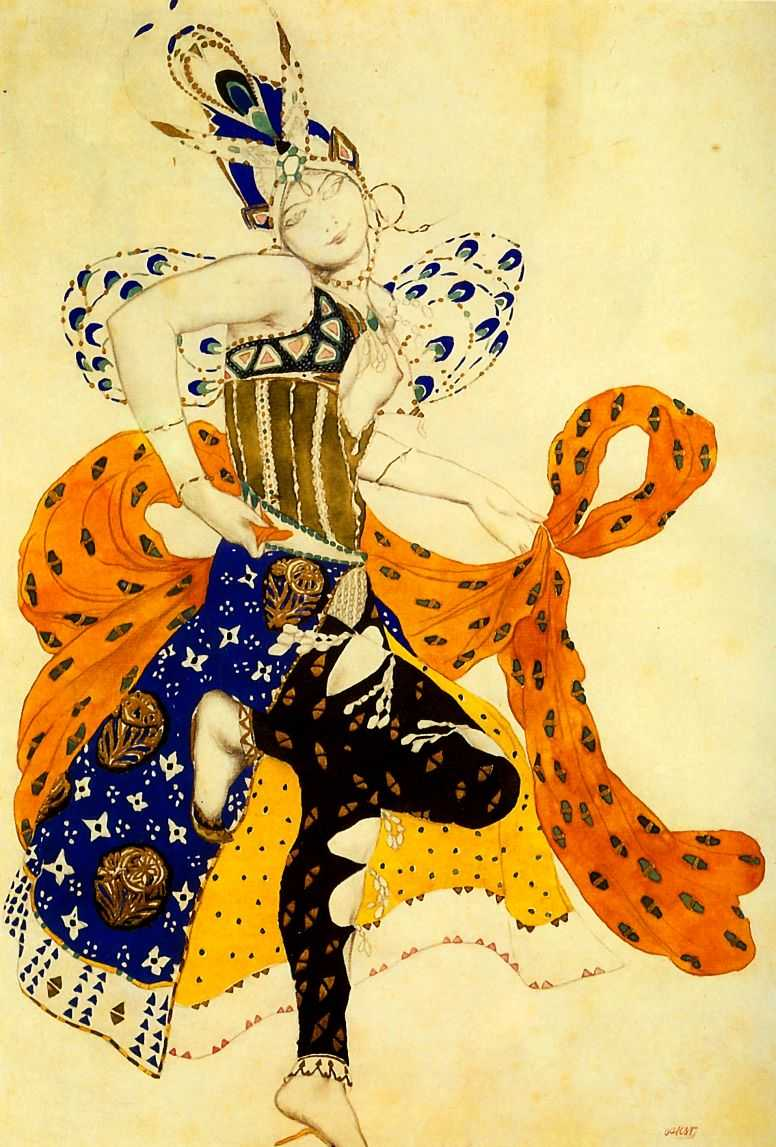
Peri in Paul Dukas’ Ballett La Péri, Kostümentwurf von Léon Bakst

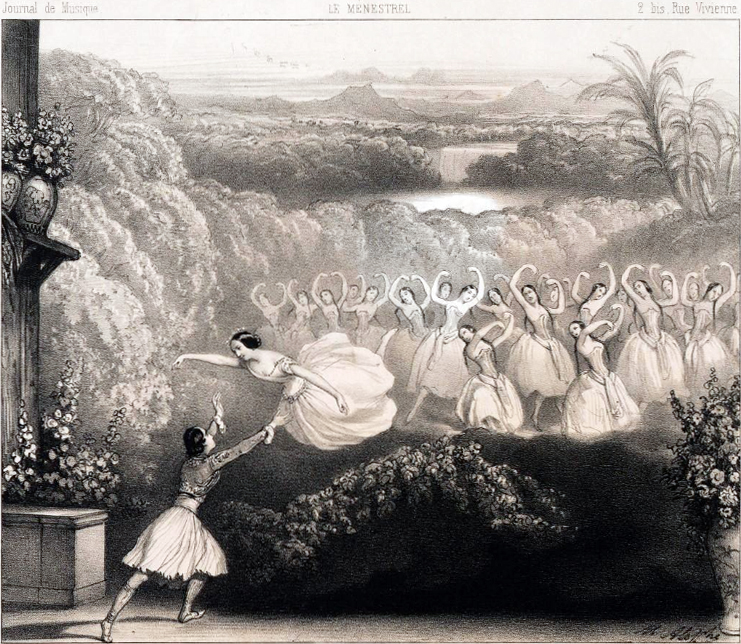
Szene aus dem Ballett La Peri von Friedrich Burgmüller, Lithographie von Marie-Alexandre Adolphe